# 安谷屋健太
安谷屋 健太（あだにや けんた、1977年5月3日 - ）は、沖縄県出身のバスケットボール選手である。元三菱電機コアラーズの西田陽子（旧姓安谷屋）は実妹。
北中城高校で沖縄初のインターハイ準優勝を経験する。その後、順天堂大学を経て、2000年にオーエスジーフェニックスに加入。2004年に引退し社業に専念する。2006年、地元に戻り教員免許を取得し、沖縄工業高校に赴任する。その後、クラブチーム「沖創建設」に所属し、現役復帰する。そして母校の北中城高校に6年赴任する

## 経歴
- 北中城高 - 順天堂大学- オーエスジーフェニックス（2000年〜2004年）